# 花蓮鐵路高架化工程計畫
花蓮鐵路高架化工程計畫是位在花蓮縣的台鐵高架化計畫（又稱花蓮鐵路高架化、花蓮鐵路高架化計畫、花蓮吉安鐵路高架化），花蓮車站南端450公尺南起至吉安鄉木瓜溪堤防以北（干城車站南）為終點，總長8.45公里，全境位於花蓮市及吉安鄉。2021年7月與8月取得臺灣鐵路管理局（略稱臺鐵或臺鐵局，現改制為臺灣鐵路公司）及花蓮縣議會同意，總經費約新台幣131.4億元，花蓮縣政府配合含自償款及用地費與拆遷補償費概估為20.3億元。2023年4月17日，交通部承諾由中央全額負擔改善大花蓮市區內7個鐵路平交道立體化工程及吉安車站高架化，一併納入花東鐵路雙軌化工程中。

## 車站
| 車站名稱 （英文名稱）            | 車站等級 | 里程 臺東線 花蓮起 | 站體型式 | 工程內容                                              | 所在地 | 所在地 |
| -------------------------------- | -------- | ------------------ | -------- | ----------------------------------------------------- | ------ | ------ |
| 花蓮鐵路高架化                   |          |                    |          |                                                       |        |        |
| 高架化工程起點：花蓮車站以南450m |          |                    |          |                                                       |        |        |
| 吉安 （Jian）                    | 三等站   | 3.4Km              | 高架     | 站場規模由1側1島3股，擬擴增至3島6股以賦予本站始發功能 | 花蓮縣 | 吉安鄉 |
| 高架化工程終點：干城車站         |          |                    |          |                                                       |        |        |

## 陸橋拆除、平交道取消
- 消除7處平交道
  - 建國路平交道
  - 中華路平交道
  - 中山路平交道
  - 南昌村平交道
  - 稻香村平交道
  - 永興村一平交道
  - 永興村二平交道

- 原跨越鐵路的陸橋回復平面道路1處
  - 永吉陸橋

## 計畫期程
- 2012年
  - 4月1日，花蓮縣議會即有表示建議花蓮地區鐵路進行立體化之建議並配合花蓮車站改建。[5]
- 2014年
  - 7月，時任吉安鄉鄉長黃馨建議將吉安車站新建計畫及鐵路高架規劃案一併納入共同建設。[6]
- 2016年
  - 11月，花蓮縣政府完成之可行性評估報告並提出將花蓮-吉安鐵路「改線」之計畫[7]，後撤回改支持「原線立體化」[8]。
- 2017年
  - 5月22日，時任立法委員蕭美琴提案要求中華民國交通部重新評估「花蓮-吉安鐵路高架」及納入花東鐵路雙軌化計畫工程。[9]
  - 5月23日，時任立法委員徐榛蔚連同多位地方民代要求將花蓮-吉安鐵路原線高架化納入花東鐵路雙軌化綜合規畫。[10]
- 2019年
  - 1月9日，花蓮縣政府擬將大花蓮都會區鐵路高架化、花東地區鐵路雙軌電氣化併案納入前瞻計畫爭取經費，花蓮縣議員黃馨建議鐵路高架應再向南延伸２公里至木瓜溪橋。[11]
  - 3月13日，時任立法委員蕭美琴建議花蓮至吉安高架及雙軌並行，時任中華民國交通部部長林佳龍表示支持。[12]
  - 9月9日，時任立法委員蕭美琴及花蓮縣政府皆建議花蓮鐵路高架化納入前瞻計畫。[13]
- 2020年
  - 3月19日，立法委員傅崐萁於立法院交通委員會質詢時任交通部長林佳龍時向交通部爭取提高中央政府補助比例及儘速核定可行性研究報告並出具同意函，以利後續改善花蓮交通運輸銜接東部快鐵[14][15]。
  - 3月27日，時任交通部部長林佳龍於花蓮視察時表示將花蓮-吉安鐵路高架化納入東部快鐵。[16][17]
  - 5月25日，花蓮縣政府表示地方政府無力負擔鐵路高架化的四分之一配合款，盼建設經費能由中央政府全額負擔。[18][19]
- 2021年
  - 7月23日，取得臺鐵同意函，花蓮縣政府已正式提案請花蓮縣議會同意支持，以利後續向交通部爭取儘速核定。
  - 8月20日，獲得花蓮縣議會同意支持，花蓮縣政府建設處表示會把可行性評估報告送請交通部核定，爭取納入花東鐵路電氣化[2][註 1] （页面存档备份，存于）綜合規劃，希望能從平面規劃改為高架化。
  - 12月6日，花蓮縣長徐榛蔚、立委傅崐萁北上參加立院交通委員會座談會，與時任交通部長王國材和交通部所屬的台灣鐵路局、台灣港務公司花蓮港務分公司進行交流合作，其中「花蓮鐵路高架化」獲王國材支持[21]。　
  - 12月21日，交通部鐵道局宣布花東鐵路雙軌化明年底動工[22]，花蓮各界對於尚未納入該計畫的花蓮鐵路高架化保有擔憂，花蓮縣府建設處長鄧子榆於同月23日表示仍積極爭取中，並與鐵道局就花蓮至干城鐵路高架化進行討論與溝通，目前鐵道局正在進行細部設計發包作業，各路段綜合規劃還有調整的空間[23]。
- 2022年
  - 2月24日，交通部鐵道局邀請被徵收地段地主舉辦吉安鄉路段第一場公聽會，與會地主及花蓮各界不滿花東鐵路雙軌化花蓮-干城段鐵路除荳蘭圳橋前後150公尺高架外，其餘路段仍以平面雙軌設計；鐵道局代表僅回應花蓮-干城段全線鐵路高架計畫仍在與縣府協調中、花蓮縣府建設處長鄧子榆則說明：『鐵道局官員對於花蓮縣政府提出花蓮、干城鐵路高架計畫也相當支持，但目前環評通過的是「花東鐵路雙軌電氣化計畫」，鐵道局只能依法辦理，否則硬要把花蓮-干城鐵路高架計畫納入「花東鐵路雙軌電氣化計畫」，恐致整個環評得重新辦理而擔心被迫喊停！因此花蓮縣府目前立場是「先求有再求好」，持續爭取類似荳蘭圳橋優化方案持續擴大』。[24][25]
  - 9月14日，時任交通部長王國材與台鐵電務處長等人陪同下來到花蓮，並視察平交通障礙物自動偵測系統的運作情況，王國材認為花蓮平交道應該立體化才是根本解決之道。[26]
- 2023年
  - 3月14日，立法委員傅崐萁在對時任行政院長陳建仁施政總質詢時爭取花蓮-吉安7個危險平交道高架化，王國材部長答覆考量花東雙軌化效益，將修正計畫納入7個危險平交道改善並送行政院核定，陳建仁亦表達同意支持。[27]
  - 4月17日，立法院交通委員會邀請交通部到花蓮，針對花蓮車站東站漏水、花蓮機場航班改善、花蓮大橋改建案和台9線花東景觀大道計畫、花蓮7大平交道立體化等交通議題進行考察，在時任台鐵局長杜微、時任鐵道局長伍勝園、立委傅崐萁、花蓮縣長徐榛蔚等人現場見證下；時任交通部長王國材正式宣布將花蓮鐵路高架化改納入花東鐵路雙軌化計畫裡面，經費將由中央全額補助進行整體的規劃。[28]
  - 4月17日，吉安鄉代詹益萬則提出，綠建築設計的花蓮車站經時間證明，於大熱天旅客熱到全身汗，下大雨還會噴入站內，再加上小黑蚊多致使旅客苦不堪言，綠建築的設計希望別再用在將高架化的吉安車站上，對此亦獲得相關單位的重視，允諾在設計時會特別加以考量。[29]
- 2024年
  - 5月，花蓮縣政府已將最後一版評估報告送給鐵道局，交通部將報請行政院後由國發會審議，國發會審議通過後由鐵道局辦理細部設計及用地範圍確認，之後再辦理環境差異分析評估並同時辦理用地取得後發包後續工程。[30]
  - 11月，環境差異分析評估第二次初審會議通過。[31]
- 2025年
  - 4月，因國發會認為審查標準須維持一致與公平性，依「鐵路平交道與環境改善建設及周邊土地開發計畫審查作業要點」，除進行可行性評估外，花蓮縣府可能需負擔配合款約新台幣50億元左右。[32]

### 預定時程與進度
| 路線\進度                          | 可行性研究 | 可行性研究 | 可行性研究     | 可行性研究     | 可行性研究     | 綜合規劃 | 綜合規劃 | 綜合規劃       | 綜合規劃       | 綜合規劃       | 綜合規劃       | 設計        | 設計        | 招標  | 招標  | 執行  | 執行  | 執行  | 執行  | 預 計 完 工 | 備註 \| █ 已完成或核定 █ 進行中 █ 預定啟動 \| |
| 路線\進度                          | 啟 動      | 送 審      | 交 通 部 核 定 | 國 發 會 核 定 | 行 政 院 核 定 | 啟 動    | 環 評    | 環 境 部 核 定 | 交 通 部 核 定 | 國 發 會 核 定 | 行 政 院 核 定 | 設 計 完 成 | 審 議 完 成 | 公 示 | 決 標 | 施 工 | 試 車 | 初 勘 | 履 勘 | 預 計 完 工 | 備註 \| █ 已完成或核定 █ 進行中 █ 預定啟動 \| |
| ---------------------------------- | ---------- | ---------- | -------------- | -------------- | -------------- | -------- | -------- | -------------- | -------------- | -------------- | -------------- | ----------- | ----------- | ----- | ----- | ----- | ----- | ----- | ----- | ----------- | --------------------------------------------- |
| 花蓮鐵路高架化工程計畫             |            |            |                |                |                |          |          |                |                |                |                |             |             |       |       |       |       |       |       |             |                                               |
| █ 已完成或核定 █ 進行中 █ 預定啟動 |            |            |                |                |                |          |          |                |                |                |                |             |             |       |       |       |       |       |       |             |                                               |

## 備註
1. ↑  應為花東鐵路雙軌化計畫[20]

## 來源
1. ↑  花蓮吉安鐵路高架化 取得台鐵同意函 （页面存档备份，存于）.更生日報
2. 1 2  台鐵與議會都同意 花蓮至吉安 鐵路高架有譜 （页面存档备份，存于）.更生日報
3. ↑  爭取6年終有譜！花東雙軌工程納花蓮市區7處平交道立體化 （页面存档备份，存于）.自由時報
4. ↑  重啟花蓮鐵路高架化 預估10年後完成 （页面存档备份，存于）.花蓮電子報
5. ↑  議政報導 （页面存档备份，存于）.花蓮縣議會
6. ↑  吉安人發動抗議 爭火車站改善 （页面存档备份，存于）.台灣英文新聞
7. ↑  《獨家》南鐵東移，花鐵西移？ 蕭美琴：恐大規模土徵 （页面存档备份，存于）.新頭殼newtalk
8. ↑  大花蓮鐵路高架化 縣府撤西移案改爭取原地高架 （页面存档备份，存于）.自由時報
9. ↑  「花蓮-吉安鐵路高架」有譜 蕭美琴提案通過納入雙軌工程 （页面存档备份，存于）.民報
10. ↑  花蓮-吉安鐵路原線高架化併入花東雙軌規劃 徐榛蔚要求中央以解決交通瓶頸與民眾用路安全為最大利益 （页面存档备份，存于）.更生日報
11. ↑  爭取納前瞻計畫 花蓮議員籲花蓮-吉安站鐵路應全線高架化 （页面存档备份，存于）.中國時報
12. ↑  蕭美琴爭花蓮鐵路高架雙軌並行 交通部長林佳龍表支持 （页面存档备份，存于）.台灣蘋果日報
13. ↑  花蓮鐵路高架化 迄今無下文 （页面存档备份，存于）.更生日報
14. ↑  花蓮-吉安鐵路高架化 傅崐萁全力爭取西高鐵東快鐵 （页面存档备份，存于）.花蓮最速報
15. ↑  花蓮吉安鐵路高架化 交部去年承諾納東快鐵 （页面存档备份，存于）.更生日報
16. ↑  花蓮至吉安鐵路高架 林佳龍：納東部快鐵 （页面存档备份，存于）.自由時報
17. ↑  爭鐵路高架化 徐榛蔚盼交部埋單 （页面存档备份，存于）.中國時報
18. ↑  林佳龍：中央應推東快鐵及鐵路高架化 （页面存档备份，存于）.更生日報
19. ↑  鐵路高架化　花蓮人多年望穿秋水 （页面存档备份，存于）.亞太新聞網
20. ↑  . 交通部鐵道局. 2023-03-13  [2024-08-19]. （原始内容存档于2024-08-19）.
21. ↑  三巨頭面對面溝通！花蓮五大建設案獲中央支持　10項建議也同意 （页面存档备份，存于）.ETtoday新聞雲
22. ↑  花東鐵路雙軌化明年底動工　2027年10月通車！區間車可快45分鐘 （页面存档备份，存于）.蘋果日報
23. ↑  花蓮干城高架化沒了？縣府：還在爭取中 （页面存档备份，存于）.更生日報
24. ↑  花東鐵路雙軌化年底動工 仍採平面為主.更生日報
25. ↑  花東鐵路雙軌化 地主質疑路線規劃 （页面存档备份，存于）.自由時報
26. ↑  交通部長支持花蓮平交道立體化 國門開放9月是關鍵 （页面存档备份，存于）.更生日報
27. ↑  傅崐萁爭取花蓮-吉安7危險平交道高架化　陳建仁承諾併入「花東鐵路雙軌電氣化」辦理 （页面存档备份，存于）.上報
28. ↑  7危險平交道改高架 納入花東雙軌電氣化 （页面存档备份，存于）.中時新聞網
29. ↑  花蓮七大平交道及吉安站高架 經費中央全額補助 （页面存档备份，存于）.更生新聞網
30. ↑  . 更生新聞網. 2024-05-20  [2024-08-19]. （原始内容存档于2024-08-19）.
31. ↑  楊淑閔. . 中央社. 2024-11-19  [2025-02-04]. （原始内容存档于2025-02-04）.
32. ↑  王思慧. . 聯合新聞網. 2025-04-21  [2025-05-09]. （原始内容存档于2025-05-09）.